# Christian Piscaglia
Christian Piscaglia, né le 16 janvier 1947 à Athus (province de Luxembourg), est un romancier, essayiste, scénariste de bande dessinée et enseignant belge francophone.

## Biographie
Christian Piscaglia naît le 16 janvier 1947 à Athus. Il effectue des études de technicien en électricité et il est employé pendant deux ans comme technicien de laboratoire chez Nestor Martin à Bruxelles, puis, il est employé de bureau à l'usine d'Athus. Il reprend des études supérieures l'École normale de l'État de Virton, où il devient régent en langue maternelle et histoire. Ensuite, il est professeur à l'Institut d'enseignement spécial de Saint-Mard, où il enseigne la morale.
Il commence son œuvre littéraire avec un roman de science-fiction intitulé S.O.S. Radiations publié dans la collection « Bibliothèque verte Senior » par les éditions Hachette en 1979. Il reçoit pour cet ouvrage le prix Jeunesse du Ministère de la Culture en Belgique. Pour la même collection, il écrit deux ans plus tard 300.000 tonnes de brut pour Rotterdam. L'année suivante, il s'associe au dessinateur de bande dessinée Willy Vassaux pour lequel il écrit le scénario du court récit en 8 planches One man air force pour l'hebdomadaire Tintin. Il livre un troisième roman Le Vagabond des glaces, illustré par Claude Laverdure publié aux Éditions Wesmael-Charlier en 1983. Entre 1986 et 1997, il écrit pour Willy Vassaux les scénarios de trois albums de la série historique Le Templier de Notre-Dame, aux éditions Dargaud Benelux pour les deux premiers et aux éditions Dervy pour le dernier et quatrième volume de cette série. En 1987, il retrouve Claude Laverdure pour le triptyque fantastique Les Chroniques de l'impossible : La Maison de Bruges (1987), Les Tempêtes de Saint-Malo (1988) et La Longue Nuit de Strasbourg (1990) chez le même éditeur. En outre, il écrit Les Jeux Olympiques pour le groupe Vers l'Avenir. Il revient à la littérature d'enfance et de jeunesse avec La Cité aux portes de cristal publié aux éditions Michel Frères en 2007.
Il se fait essayiste pour la trilogie d'information sur l'ésotérisme et l'occultisme spirituel L'Ésotérisme au quotidien expliqué à tous (2009), L'Univers a le temps mais il sait ce qu'il veut (2011) et Regards occultes sur les écritures (2014) pour laquelle il a recours à l'auto-édition.

## Œuvres

### Romans
- S.O.S. Radiations, Christopher Smith (ill.), Hachette, coll. « Bibliothèque verte Senior », 1979  (ISBN 2-01-005591-8),Prix Jeunesse du Ministère de la Culture, Belgique.
- 300.000 tonnes de brut pour Rotterdam, Willy Vassaux (ill.), Hachette, Bibliothèque verte, 1981  (ISBN 2-01-007124-7).
- Le Vagabond des glaces, illustrations de Claude Laverdure, Éd. Wesmael-Charlier, Namur, 1983.
- La Cité aux portes de cristal, illustrations de Claude Laverdure, éditions Michel Frères, 2007.

### Essais
- L'Ésotérisme au quotidien expliqué à tous, Éd. Michel Frères, Virton, 2009 124 p..
- L'Univers a le temps mais il sait ce qu'il veut, chez l'auteur, 2011.
- Regards occultes sur les écritures, chez l'auteur, 2014.

### Albums de bande dessinée

#### Les Chroniques de l'impossible
- 1. La Maison de Bruges, Dargaud Benelux, Bruxelles, 1987
Scénario : Christian Piscaglia - Dessin : Claude Laverdure - Couleurs : quadrichromie -  (ISBN 2-87129-024-5)
- 2. Les Tempêtes de Saint-Malo, Dargaud Benelux, Bruxelles, octobre 1988
Scénario : Christian Piscaglia - Dessin : Claude Laverdure - Couleurs : quadrichromie -  (ISBN 2-87129-045-8)
- 3. La Longue Nuit de Strasbourg, Dargaud Benelux, Bruxelles, 1990
Scénario : Christian Piscaglia - Dessin : Claude Laverdure - Couleurs : quadrichromie -  (ISBN 2-87129-060-1)

#### Le Templier de Notre-Dame
- 1. L'Envoûtement, Dargaud, Bruxelles, janvier 1986
Scénario : Christian Piscaglia - Dessin : Willy Vassaux - Couleurs : Bernadette Delwiche -  (ISBN 2-87129-004-0)
- 2. La Nuit du Golem, Dargaud, Bruxelles, janvier 1987
Scénario : Christian Piscaglia - Dessin : Willy Vassaux - Couleurs : Studio Leonardo -  (ISBN 2-87129-017-2)
- 4. Croisade contre les Cathares[12], Dervy, septembre 1997
Scénario : Willy Vassaux, Christian Piscaglia - Dessin : Willy Vassaux - Couleurs : Véronique Grobet -  (ISBN 2-85076-921-5)

#### Livres
: document utilisé comme source pour la rédaction de cet article.
- Jacques Fiérain, « Piscaglia, Christian », dans La BD dans les provinces de Liège, Namur et Luxembourg, Charleroi, Éd. l'Âge d'or, 2004, 112 p., ill. ; 31 cm (ISBN 9782960019698, OCLC 470388297, présentation en ligne), p. 85. .
- Philippe Mellot, Michel Denni, Laurent Turpin et Isabelle Morzadec, Trésors de la bande dessinée : BDM 2022-2023 - Catalogue encyclopédique et Argus, Paris, Les Arènes, novembre 2022, 23e éd., 1677 p., ill. ; 23 cm (ISBN 9791037507280, OCLC 1351462460, présentation en ligne), p. 292, 1240. .